# Neil Adcock
Neil Amwin Treharne Adcock (8 de marzo de 1931 – 6 de enero de 2013) fue un jugador de críquet internacional sudafricano que jugó en 26 partidos de Test. Un lanzador rápido alto y agresivo, podía levantar la bola bruscamente desde una longitud. Fue el primer lanzador rápido sudafricano en tomar 100 wickets en Tests.

## Vida
Adcock nació el 8 de marzo de 1931 en Sea Point, Ciudad del Cabo. Hizo su debut en Test en 1953 en casa contra Nueva Zelanda, después de solo nueve partidos de primera clase. Terminó la serie con 24 wickets, incluyendo 8 por 87 en las dos entradas de su segundo Test.
Adcock fue uno de los cinco Jugadores de Críquet del Año de Wisden en 1961. El año anterior, en la gira de Sudáfrica por Inglaterra, tomó 26 wickets en los Tests y 108 wickets en total con un promedio de 14. Al hacerlo, se convirtió en el único lanzador rápido en tomar más de 100 wickets en una gira por Inglaterra. Fue una gira controvertida con su compañero de bolos Geoff Griffin siendo no-balled por lanzar.
Después de retirarse del críquet, se convirtió en comentarista de radio y trabajó en la industria de viajes. Neil Adcock fue sobrevivido por su esposa Maureen, sus hijos de su primer matrimonio con Diana (née Devine) Adcock, su hija Susan Dance, su hijo Alan y tres nietos.